# Burkard Zamels
Burkard Zamels (* um 1690; † 1757 in Mainz) war ein deutscher Bildhauer des Barock. Er war als Hofbildhauer des Mainzer Kurfürsten Lothar Franz von Schönborn tätig. Zamels wurde – neben Franz Matthias Hiernle, Johann Peter Melchior und Johann Sebastian Barnabas Pfaff (1747–1794) – ein wichtiger Vertreter der „mittelrheinischen Variante“ der Barockplastik.

## Werke (Auswahl)
- Mainz:
  - Deutschhaus, Bildhauerarbeiten

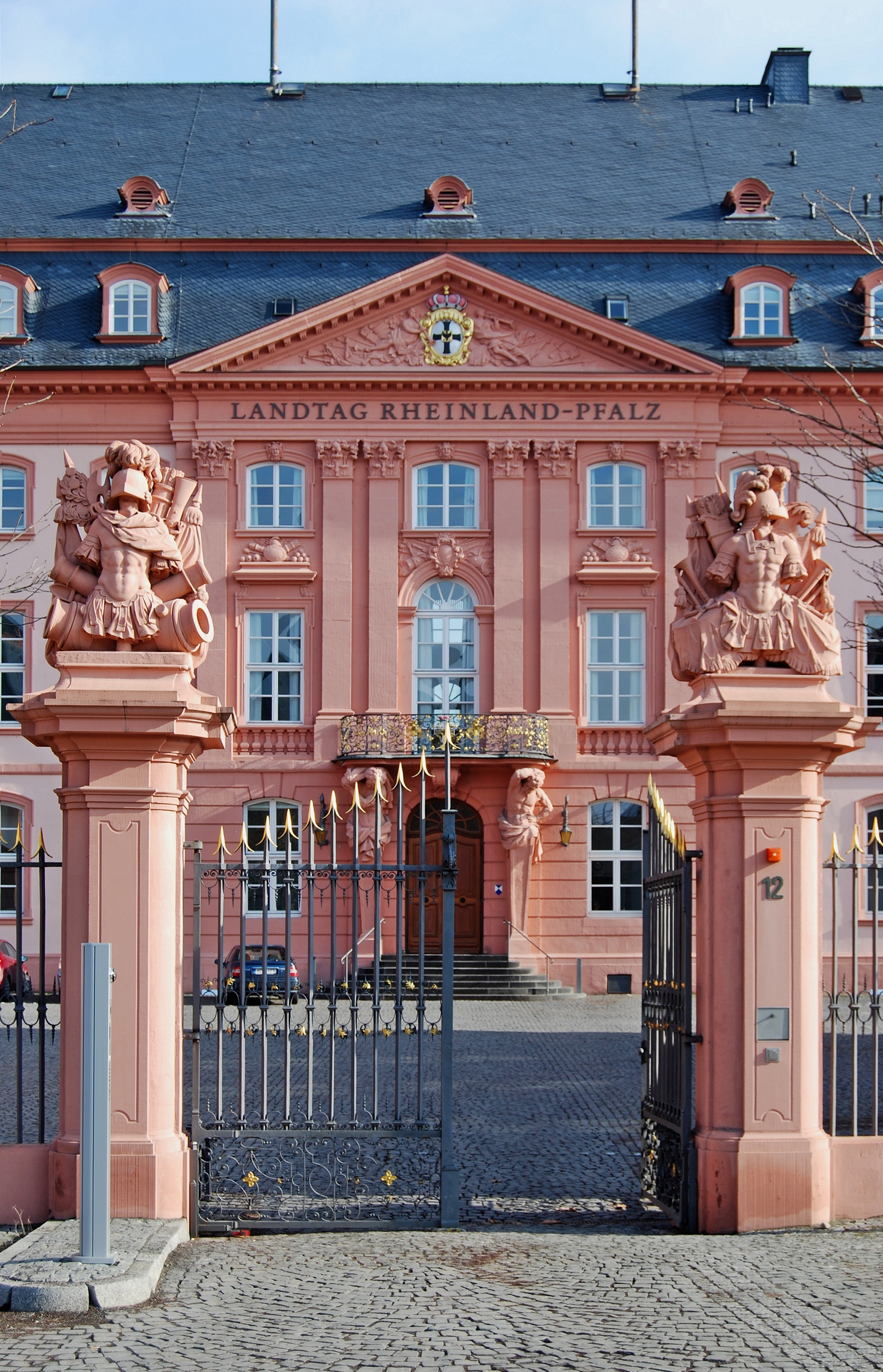
Die als Karyatiden ausgeführten Atlanten am Eingang des Deutschhauses

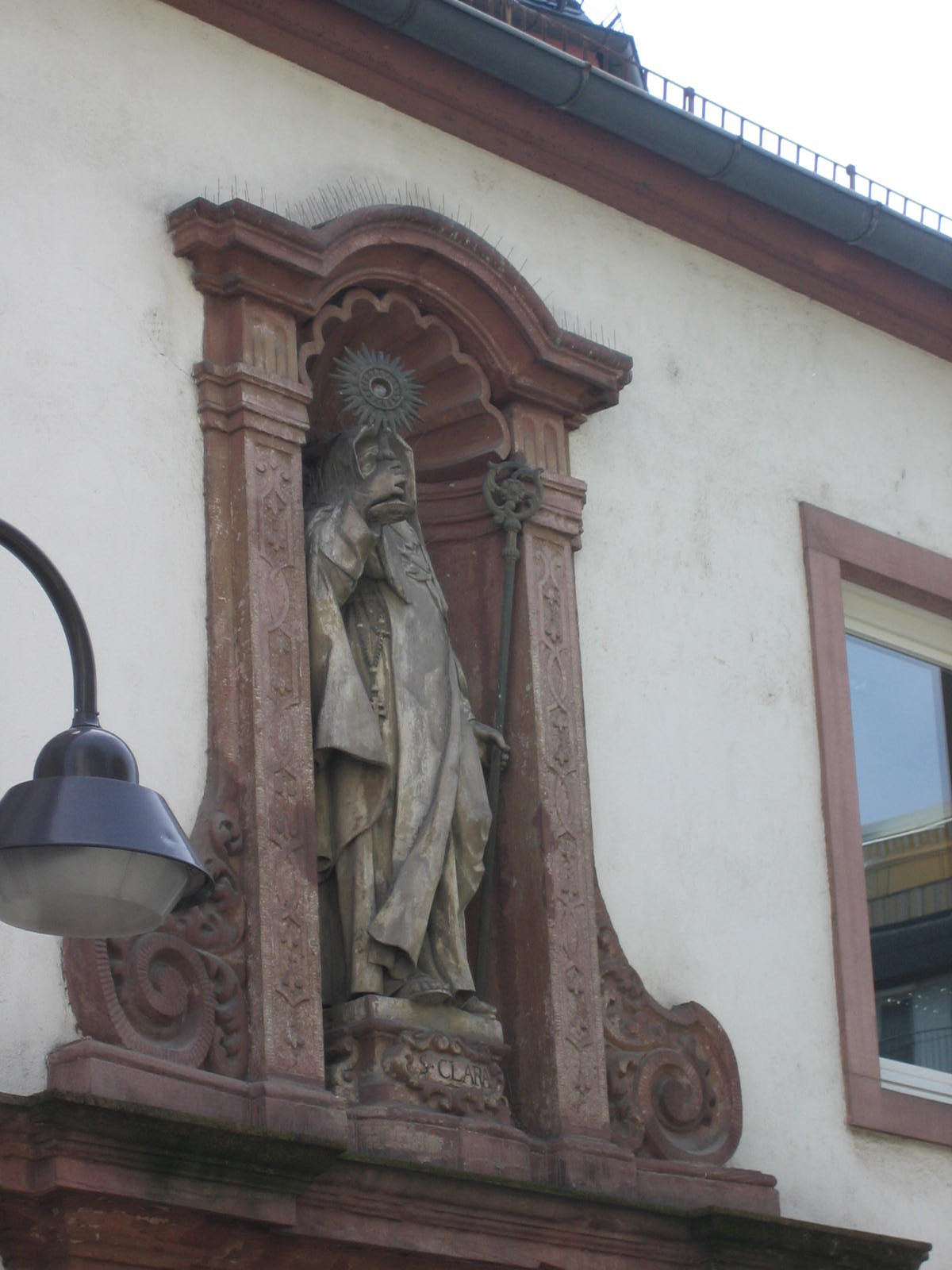
Portalfigur der Hl. Klara am Armklarakloster

  - Zeughaus, Fassadenschmuck sowie Giebelfigur des Mars
  - Dom, Grabmal des Erzbischofs Philipp Karl von Eltz-Kempenich, entstanden 1740–41.[1]
    - Grabdenkmal des Dompropstes Christoph Rudolf von Stadion (* 1638; † 17. Januar 1700) und seines Bruders Johann Philipp von Stadion, entstanden 1732[2]
    - Grabdenkmal des Dompropstes Hugo Wolfgang von Kesselstadt († 2. Januar 1738), entstanden nach 1738[3]
    - Statuen von Aaron und Melchisedek, 1725 aufgestellt

  - St. Quintin, zwei Figuren der Heiligen Quintin und Blasius
  - Antoniterkapelle, Skulptur der Heiligen Klara
  - Gefängnis von 1742 (ehemaliges Hospital Zum Floss, Weintorstraße), Relief mit allegorischen Figuren
- Trierer Dom, Alabasterfiguren am Altar in der Heilig-Rock-Kapelle, 1732 aufgestellt
- Pommersfelden bei Bamberg: Schloss Weißenstein, acht Stuckskulpturen in der Sala terrena
- Bingen am Rhein-Dromersheim, Kreuzigungsgruppe, um 1750
- Kriftel (früher Kloster Eberbach), Statuen der Heiligen Bernhard und Josef
- Jagdschloss Clemenswerth im Emsland, einzelne Bildhauerarbeiten
- Einhard-Basilika (Seligenstadt): Erzengel Gabriel, Taube als Symbol des Heiligen Geistes (Sandstein; Arbeit aus der Werkstatt von Zamels)
- eine Figur des Heiligen Petrus befindet sich heute in der Liebieghaus Skulpturensammlung in Frankfurt am Main.
- St. Georgsbrunnen auf Burg Friedberg (Friedberg) (1738)